# Addison (Texas)
Addison é uma vila localizada no estado norte-americano do Texas, no Condado de Dallas.

## Demografia
Segundo o censo norte-americano de 2000, a sua população era de 14.166 habitantes. Em 2006, foi estimada uma população de 13.813, um decréscimo de 353 (-2.5%).

## Geografia
De acordo com o United States Census Bureau, Addison tem uma área de 11,5 km², dos quais 11,5 km² cobertos por terra e 0,0 km² cobertos por água. Addison localiza-se a aproximadamente 167 m acima do nível do mar.

## Localidades na vizinhança
O diagrama seguinte representa as localidades num raio de 16 km ao redor de Addison.